# Cuochi d'Italia - Il campionato del mondo
Cuochi d'Italia - Il campionato del mondo è un programma televisivo italiano condotto da Bruno Barbieri e trasmesso su TV8 dal 6 gennaio 2020. È uno spin-off del programma Cuochi d'Italia - Il campionato delle regioni, condotto da Alessandro Borghese.
I vincitori sono stati: Ndeye Mareme Sagar (Senegal), Keita Oshima (Giappone) e Hooman Soltani (Iran), aggiudicandosi il premio di 10000 €.

## Edizioni
Riepilogo delle edizioni
| Edizione         | Conduttore     | Giuria           | Giuria          | Numero puntate | Data d'inizio     | Data fine        | Rete | Vincitore          |
| ---------------- | -------------- | ---------------- | --------------- | -------------- | ----------------- | ---------------- | ---- | ------------------ |
| Prima edizione   | Bruno Barbieri | Gennaro Esposito | Cristiano Tomei | 20             | 6 gennaio 2020    | 31 gennaio 2020  | TV8  | Ndeye Mareme Sagar |
| Seconda edizione | Bruno Barbieri | Gennaro Esposito | Cristiano Tomei | 20             | 3 febbraio 2020   | 28 febbraio 2020 | TV8  | Keita Oshima       |
| Terza edizione   | Bruno Barbieri | Gennaro Esposito | Cristiano Tomei | 20             | 14 settembre 2020 | 9 ottobre 2020   | TV8  | Hooman Soltani     |

### Prima edizione
La prima edizione del programma è in onda dal 6 gennaio 2020, in prima visione su TV8.
| Nazione     | Concorrente                 |
| ----------- | --------------------------- |
| Argentina   | Lola Macaroff               |
| Brasile     | Bartolomeu Almeida          |
| Cina        | Angela Lei Han Zhen         |
| Egitto      | Eman Aly Ahmed Abd El Askar |
| Francia     | Karim Alliali               |
| Germania    | Claudia Bettina Franzen     |
| Giappone    | Chie Oshima                 |
| Grecia      | Fratzis Kakias              |
| India       | Simran Sharma               |
| Iran        | Hallaleh Ali Akbarpour      |
| Messico     | Christian Gaona             |
| Perù        | Sheilla Díaz                |
| Portogallo  | María de Fatima             |
| Regno Unito | Adam Smith                  |
| Romania     | Benone Gal                  |
| Senegal     | Ndeye Mareme Sagar          |
| Spagna      | Davíd Povedilla             |
| Stati Uniti | Ronald Marx                 |
| Thailandia  | Panjaree Boonchuay          |
| Tunisia     | Samira Habibi               |

| Puntata | Messa in onda   | Telespettatori | Share | Duello                               | Note   |
| ------- | --------------- | -------------- | ----- | ------------------------------------ | ------ |
| 1       | 6 gennaio 2020  | 537 000        | 2,3%  | India vs Regno Unito                 | [ 6 ]  |
| 2       | 7 gennaio 2020  | 562 000        | 2,4%  | Francia vs Thailandia                | [ 7 ]  |
| 3       | 8 gennaio 2020  | 513 000        | 2,3%  | Stati Uniti vs Argentina             | [ 8 ]  |
| 4       | 9 gennaio 2020  | 541 000        | 2,4%  | Germania vs Spagna                   | [ 9 ]  |
| 5       | 10 gennaio 2020 | 528 000        | 2,4%  | Senegal vs Perú                      | [ 10 ] |
| 6       | 13 gennaio 2020 | 505 000        | 2,2%  | Egitto vs Giappone                   | [ 11 ] |
| 7       | 14 gennaio 2020 | 487 000        | 2,2%  | Cina vs Romania                      | [ 12 ] |
| 8       | 15 gennaio 2020 | 556 000        | 2,5%  | Brasile vs Portogallo                | [ 13 ] |
| 9       | 16 gennaio 2020 | 523 000        | 2,4%  | Grecia vs Tunisia                    | [ 14 ] |
| 10      | 17 gennaio 2020 | 578 000        | 2,6%  | Messico vs Iran                      | [ 15 ] |
| 11      | 20 gennaio 2020 | 540 000        | 2,4%  | Spagna vs Tunisia                    | [ 16 ] |
| 12      | 21 gennaio 2020 | 555 000        | 2,4%  | Cina vs Regno Unito                  | [ 17 ] |
| 13      | 22 gennaio 2020 | 558 000        | 2,4%  | Francia vs Egitto                    | [ 18 ] |
| 14      | 23 gennaio 2020 | 540 000        | 2,4%  | Senegal vs Portogallo                | [ 19 ] |
| 15      | 24 gennaio 2020 | 547 000        | 2,5%  | Argentina vs Iran                    | [ 20 ] |
| 16      | 27 gennaio 2020 | 624 000        | 2,7%  | Francia vs Cina                      | [ 21 ] |
| 17      | 28 gennaio 2020 | 526 000        | 2,3%  | Argentina vs Tunisia                 | [ 22 ] |
| 18      | 29 gennaio 2020 | 589 000        | 2,6%  | Spagna vs Senegal                    | [ 23 ] |
| 19      | 30 gennaio 2020 | 542 000        | 2,4%  | Cina vs Argentina Senegal vs Francia | [ 24 ] |
| 20      | 31 gennaio 2020 | 538 000        | 2,5%  | Cina vs Senegal                      | [ 25 ] |
| Media   | Media           | 544 450        | 2,4%  |                                      |        |

### Seconda edizione
La seconda edizione del programma è in onda dal 3 febbraio 2020, in prima visione su TV8.
| Nazione        | Concorrente                   |
| -------------- | ----------------------------- |
| Algeria        | Hadjer Guir                   |
| Armenia        | Inga Scibilia                 |
| Brasile        | Adriana Ferreira              |
| Canada         | Christopher David Peter Dores |
| Cina           | Bing Chen                     |
| Corea del Sud  | Elena Lee                     |
| Costa d'Avorio | Ernesto Kouassi               |
| Finlandia      | Katariina Pitkanen            |
| Francia        | Marie Claire                  |
| Giappone       | Keita Oshima                  |
| India          | Lakhvinder Singh              |
| Messico        | Luis García                   |
| Norvegia       | Caroline Schoning             |
| Palestina      | Omar Shiadeh                  |
| Perù           | Roxana Rondan Lira            |
| Polonia        | Anna Wladyslava Siembida      |
| Portogallo     | Marilia Oliveira              |
| Russia         | Evgeniya Lasytchuk            |
| Spagna         | Juan Luis Linde Blanco        |
| Ungheria       | Balazs Bocskai                |

| Puntata | Messa in onda    | Telespettatori | Share | Duello                                 | Note   |
| ------- | ---------------- | -------------- | ----- | -------------------------------------- | ------ |
| 1       | 3 febbraio 2020  | 526 000        | 2,3%  | Algeria vs Perù                        | [ 27 ] |
| 2       | 4 febbraio 2020  |                |       | Portogallo vs India                    |        |
| 3       | 5 febbraio 2020  | 546 000        | 2,3%  | Russia vs Corea del Sud                | [ 28 ] |
| 4       | 6 febbraio 2020  | 394 000        | 1,7%  | Canada vs Polonia                      | [ 29 ] |
| 5       | 7 febbraio 2020  | 421 000        | 1,9%  | Giappone vs Finlandia                  | [ 30 ] |
| 6       | 10 febbraio 2020 | 564 000        | 2,5%  | Cina vs Brasile                        | [ 31 ] |
| 7       | 11 febbraio 2020 | 554 000        | 2,5%  | Spagna vs Palestina                    | [ 32 ] |
| 8       | 12 febbraio 2020 | 523 000        | 2,3%  | Armenia vs Ungheria                    | [ 33 ] |
| 9       | 13 febbraio 2020 | 566 000        | 2,5%  | Francia vs Messico                     | [ 34 ] |
| 10      | 14 febbraio 2020 | 494 000        | 2,3%  | Costa d'Avorio vs Norvegia             | [ 35 ] |
| 11      | 17 febbraio 2020 | 526 000        | 2,3%  | Russia vs Giappone                     | [ 36 ] |
| 12      | 18 febbraio 2020 | 505 000        | 2,3%  | Polonia vs Costa d'Avorio              | [ 37 ] |
| 13      | 19 febbraio 2020 | 549 000        | 2,5%  | Cina vs Armenia                        | [ 38 ] |
| 14      | 20 febbraio 2020 | 526 000        | 2,3%  | Portogallo vs Palestina                | [ 39 ] |
| 15      | 21 febbraio 2020 | 428 000        | 1,9%  | Messico vs Algeria                     | [ 40 ] |
| 16      | 24 febbraio 2020 | 483 000        | 2,0%  | Giappone vs Armenia                    | [ 41 ] |
| 17      | 25 febbraio 2020 | 470 000        | 2,0%  | Algeria vs Cina                        | [ 42 ] |
| 18      | 26 febbraio 2020 | 443 000        | 1,8%  | Portogallo vs Costa d'avorio           | [ 43 ] |
| 19      | 27 febbraio 2020 | 597 000        | 2,5%  | Cina vs Portogallo Algeria vs Giappone | [ 44 ] |
| 20      | 28 febbraio 2020 | 492 000        | 2,2%  | Portogallo vs Giappone                 | [ 45 ] |
| Media   | Media            |                | %     |                                        |        |

### Terza edizione
La terza edizione del programma è in onda dal 14 settembre 2020, in prima visione su TV8.
| Nazione       | Concorrente                |
| ------------- | -------------------------- |
| Argentina     | Maria Eugenia Escariz      |
| Bolivia       | Sebastian Salazar          |
| Corea del Sud | Kim Young Ho               |
| Ecuador       | Andres Serrano             |
| Egitto        | Magda Ali                  |
| Gambia        | Ibrahima Sawaneh           |
| Georgia       | Nina Ukhurgunashvili       |
| Giappone      | Miyako Taguchi             |
| Grecia        | Vasileia Kolloka           |
| India         | Niraj Shah                 |
| Iran          | Hooman Soltani             |
| Marocco       | Khadija Fares              |
| Portogallo    | Joao Pedro Soares Monteiro |
| Russia        | Serghei Hachi              |
| Senegal       | Mamadou Lamine Sano        |
| Spagna        | Mercedes Correa Baumann    |
| Stati Uniti   | Semone Noel                |
| Svezia        | Nadia Salvetti             |
| Tunisia       | Nawel Boukhris             |
| Uzbekistan    | Gulchekhra Razakova        |